# Harriet Clisby
Harriet Jemima Winifred Clisby, född 31 augusti 1830 i London, död där 30 april 1931, var en brittisk läkare.
Clisby flyttade i unga år till Melbourne, där hon 1861 samarbetade med Caroline Dexter i The Interpreter, som var den första tidskriften i Australien som utgavs av kvinnor. Inspirerad av Elizabeth Blackwell började hon att studera medicin och utexaminerades från New York Medical College for Women 1865. Hon grundade Women's Educational and Industrial Union i Boston 1871 och var under lång tid verksam även i andra feministiska sammanhang. Mot slutet av sitt liv var hon bosatt i Genève, där hon grundade organisationen L'Union des Femmes.